# Calle de Relatores (Valladolid)
La calle de Relatores es una vía pública de la ciudad española de Valladolid.

## Descripción
La vía, que en algunos momentos del siglo XIX fue considerada apenas una travesía, nace en la actualidad de la calle de Gondomar y se retuerce hacia la derecha para desembocar en la de Santa Clara. Aparece descrita en Las calles de Valladolid de Juan Agapito y Revilla con las siguientes palabras:

En el plano de 1844 aparece esta calle designándola sencillamente por «Traviesa» es decir, travesía, y aun conservaba parte de ella la rama de la escuadra de calle que sale a la de Gondomar, el mismo nombre de «Traviesa», en el plano de alineación del paraje de 17 de Mayo de 1883. Pero mucho antes de esta fecha, cuando se hizo, sin duda, la rotulación general de placas blancas con letras rehundidas negras, se dió a la calle el «de Relatores», que es fácil viniera de tiempos anteriores, por vivir en ella relatores de la Audiencia, por estar próximos al edificio en que ejercían su actuación. En la calle hay restos de casas de cierta importancia, y algunas con escudos, de tiempos muy anteriores. En los planos antiguos esta calle se prolongaba hasta la Real de Burgos desde la de Gondomar, es decir, que la «Traviesa» era esta, y con el ramal que sale a Santa Clara, que es la verdadera de Relatores, formaba, no ángulo, como se ha dicho, sino una T. No sé por qué se cerró ese ramal y la calle quedó formando escuadra. En el Manual se designaba por «traviesa de Huerta perdida» desde Santa Clara a Chancillería, así como en el Indicador también.
(Agapito y Revilla, 1937, pp. 377-378)